# Alexander Ursenbacher
Alexander Ursenbacher, né le 29 avril 1996 à Rheinfelden, est un joueur professionnel suisse de snooker né le 26 avril 1996 à Rheinfelden, dans le canton d'Argovie. Il est le deuxième joueur originaire de la Suisse à jouer au niveau professionnel, après Darren Paris au milieu des années 1990.

## Carrière
Alexander Ursenbacher naît à Rheinfelden le 29 avril 1996, dans le canton d'Argovie, d'un père suisse et d'une mère originaire du Portugal. Au cours de sa carrière amateur, Ursenbacher remporte à deux reprises le titre de champion national, en 2012 et en 2013. Il arrive sur le circuit professionnel au début de la saison 2013-2014, à 17 ans. Néanmoins, après deux saisons passées sur le circuit principal, Ursenbacher est relégué dans les rangs amateur car il n'a pas remporté suffisamment de points. Il regagne sa place deux ans plus tard, après une défaite en finale du championnat du monde des moins de 21 ans, et une victoire au championnat d'Europe, toujours dans la catégorie jeune.
À l'Open d'Angleterre de 2017, il réalise sa première demi-finale d'un tournoi comptant pour le classement, ce qui reste son meilleur résultat. Il y bat notamment l'ancien champion du monde Shaun Murphy, 4 manches à 1. Son parcours prend fin contre Kyren Wilson, s'inclinant sur le score de 6 manches à 3. Toutefois, ce résultat n'est pas suivi d'effets et il termine la saison 2018-2019 en dehors du top 64 mondial, une place éliminatoire. Ursenbacher regagne alors sa place par le biais d'un tournoi de qualification. Lors de l'Open d'Irlande du Nord de 2019, il réalise à nouveau un bon parcours, allant jusqu'en quart de finale. Sur son parcours, le Suisse remporte quelques victoires de prestige contre Xiao Guodong, Stuart Bingham et le joueur local Mark Allen. En quarts de finale, il est éliminé contre Joe Perry (5-3).
Ursenbacher compte une seule participation au championnat du monde de snooker, étant le premier joueur suisse à y être parvenu ; c'était lors de l'édition de 2020. Il avait alors été lourdement battu par Barry Hawkins (10-2). Dans la foulée, Ursenbacher atteint le meilleur classement de sa carrière ; celui de 42e joueur mondial.
En dehors des tournois principaux, il compte quatre victoires en tournoi pro-am ; l'Open des trois rois (2017 et 2024), l'Open d'Italie (2019) et l'Open de Vienne (2024). Il compte aussi une finale perdue dans ces mêmes tournois.

## Palmarès
| Légende | Catégorie                      | Titres                         | Finales                        |
|         | Tournois classés               | 0                              | 0                              |
|         | Tournois classés mineurs       | 0                              | 0                              |
|         | Tournois non classés           | 0                              | 0                              |
|         | Tournois pro-am                | 4                              | 3                              |
|         | Tournois amateurs              | 3                              | 1                              |
| Gras    | Tournois de la triple couronne | Tournois de la triple couronne | Tournois de la triple couronne |

### Titres
| Saison    | Nom du tournoi                                   | Lieu     | Finaliste      | Score | Tableau |
| 2012      | Championnat de Suisse amateur                    | Suisse   | Murat Ayas     | 5-1   |         |
| 2013      | Championnat de Suisse amateur (2)                | Suisse   | Tom Zimmermann | 5-2   |         |
| 2017      | Championnat d'Europe amateur des moins de 21 ans | Nicosie  | Jackson Page   | 6-4   |         |
| 2016-2017 | Open des trois rois                              | Brégence | Bjorn Haneveer | 5-1   |         |
| 2018-2019 | Open d'Italie                                    | Bolzano  | James Robert   | 3-0   |         |
| 2023-2024 | Open des trois rois (2)                          | Rankweil | Luca Kaufmann  | 3-0   |         |
| 2023-2024 | Open de Vienne                                   | Vienne   | Craig Steadman | 5-4   |         |

### Finales
| Saison    | Nom du tournoi                                   | Lieu     | Finaliste        | Score | Tableau |
| 2016      | Championnat du monde amateur des moins de 21 ans | Mol      | Xu Si            | 5-6   |         |
| 2016-2017 | Open d'Italie                                    | Bolzano  | Martin O'Donnell | 2-3   |         |
| 2019-2020 | Open des trois rois                              | Brégence | Luca Brecel      | 2-5   |         |
| 2024-2025 | Open des trois rois (2)                          | Rankweil | Richard Wienold  | 1-3   |         |